# Charlie Chan in Shanghai
Charlie Chan in Shanghai (bra: Charlie Chan em Shanghai, ou Charlie Chan em Shangai) é um filme norte-americano de 1935, dos gêneros comédia e mistério, dirigido por James Tinling, com roteiro baseado em personagens criados por Earl Derr Biggers.

## Elenco
- Warner Oland como Charlie Chan
- Irene Hervey como Diana Woodland
- Jon Hall como Philip Nash
- Russell Hicks como James Andrews
- Keye Luke como  Lee Chan
- Halliwell Hobbes como coronel Watkins
- Frederick Vogeding como Ivan Marloff
- Neil Fitzgerald como Dakin